# Rachel Tidd
Rachel Tidd (Escondido, 20 de maio de 1984) é uma ex-ginasta norte-americana que competiu em provas de ginástica artística
Rachel fez parte da equipe norte-americana que disputou o Campeonato Mundial de Gante, em 2001, na Bélgica.

## Carreira
Nascida em Escondido, é filha de Mike e Susan, tendo nove irmãos. Iniciou no desporto aos sete anos de idade, treinando no Southern California Elite Gymnastics Academy (SCEGA). Em 1999, aos quinze anos, estreou em evento nacionais, no Campeonato Nacional Americano, no qual fora 15ª no individual geral e nona no solo e salto. Ainda em 1999, no desafio Estados Unidos vs França, conquistou o ouro na prova coletiva e o bronze no concurso geral. No ano seguinte, seu primeiro como sênior, competiu no Nacional Americano, do qual saiu finalista em dois eventos individuais: evento geral (12º) e salto (4º). No Pré-Olímpico, terminou na décima colocação, somando 73,407 pontos.
Em 2001, participou do US Classic, do qual saiu medalhista de prata no salto e bronze no solo, na trave e no evento individual. No Campeonato Nacional, fora medalhista de bronze no solo e quarta colocada no individual geral, em prova vencida pela companheira de seleção Tasha Schwikert. Em outubro, no Mundial de Gante, Rachel ao lado de Tasha Schiwikert, Mohini Bhardwaj, Katie Heenan, Tabitha Yim e Ashley Miles, conquistou a medalha de bronze na prova coletiva, superada pela equipe romena e russa, ouro e prata, respectivamente. Por aparatos, fora oitava colocada na disputa da trave, em prova vencida pela romena Andreea Raducan. Em 2003, abandonou as competições da elite do país, ao matricular-se na Universidade de Utah. Lesionada, só conquistou a medalha de bronze na disputa coletiva do NCAA Championships de 2005. Após, anunciou sua aposentadoria do desporto, novamente prejudicada por uma lesão.

## Principais resultados
| Ano  | Evento                                    | AA                | Equipe            | Salto sobre o cavalo | Trave             | Barras assimétricas | Solo              |
| ---- | ----------------------------------------- | ----------------- | ----------------- | -------------------- | ----------------- | ------------------- | ----------------- |
| 1999 | Campeonato Nacional Americano (júnior)    | 15º               |                   | 9º                   |                   |                     | 9º                |
| 1999 | Estados Unidos vs França                  | Medalha de bronze | Medalha de ouro   |                      |                   |                     |                   |
| 2000 | Campeonato Nacional Americano             | 12º               |                   | 4º                   |                   |                     |                   |
| 2000 | Pré-Olímpico                              | 10º               |                   |                      |                   |                     |                   |
| 2001 | US Classic                                | Medalha de bronze |                   | Medalha de prata     | Medalha de bronze | 7º                  | Medalha de bronze |
| 2001 | Campeonato Nacional Americano             | 4º                |                   | 6º                   |                   | 5º                  | Medalha de bronze |
| 2001 | Campeonato Mundial de Ginástica Artística |                   | Medalha de bronze |                      | 8º                |                     |                   |
| 2005 | NCAA Championships                        |                   | Medalha de bronze |                      |                   |                     |                   |